# V-me
V-me (pronunciado como veme) es un canal de televisión por suscripción hispano de origen estadounidense que inició operaciones el 5 de marzo de 2000. La cadena tiene una amplia cobertura en todo el territorio nacional, siendo capaz de llegar al 92% de la población hispana, alcanzando a 240 grandes ciudades como Los Ángeles, Nueva York, Houston, Miami, Chicago y San Francisco.
La emisión son las 24 horas del día a través de cable y satélite en asociación con la televisión pública estadounidense.